# Zadubie
Zadubie (biał. Задуб’е; ros. Задубье) – wieś na Białorusi, w obwodzie brzeskim, w rejonie hancewickim, w sielsowiecie Malkowicze.
W XIX w. opisywane jako miejscowość pozbawiona dróg komunikacyjnych. Jeszcze w 1924 do wsi nie dochodziła żadna utrzymywana droga. W dwudziestoleciu międzywojennym leżało w Polsce, w województwie poleskim, w powiecie pińskim (w latach 1920 - 1922 przejściowo w powiecie łuninieckim), gminie Dobrosławka.